# Ico Aguilar
Francisco „Ico“ Javier Aguilar García (* 26. März 1949 in Santander; † 11. Mai 2020) war ein spanischer Fußballspieler.

## Karriere

### Vereine
Aguilar stürmte 21 Jahre lang für vier spanische Vereine in drei Spielklassen. Seine ersten vier Jahre gehörte er Racing Santander an, wobei er in der ersten Saison in der Segunda División nicht eingesetzt wurde. Von 1968 bis 1970 bestritt er 13 Punktspiele (1 Tor) und 34 Punktspiele (13 Tore) in der seinerzeit drittklassigen Tercera División RFEF. Seine letzte Saison für den Verein fand Aufstieg bedingt in der zweithöchsten Spielklasse statt; zehn Tore in 37 Punktspielen erzielte er.
Mit Real Madrid, dem er von 1971 bis 1979 am längsten angehörte, stellten sich auch die sportlichen Erfolge ein. Er gewann mit den Königlichen fünfmal die Spanische Meisterschaft und zweimal den Königspokal. Während seiner Vereinszugehörigkeit bestritt er 144 Saisonspiele, in denen er 34 Tore erzielte und in allen seinerzeit bestehenden internationalen Pokalwettbewerbe eingesetzt wurde.
Aus Madrid nach Gijón gelangt, spielte er für den dort ansässigen Sporting Gijón in der Primera División – sechs Tore in 46 Saisonspielen erzielte er und kam ebenso im Wettbewerb um den UEFA-Pokal 1978/79 und 1979/80 jeweils in den beiden in Hin- und Rückspiel ausgetragenen Erstrundenspielen gegen die PSV Eindhoven und Bohemians Prag 1905 zum Einsatz.
Sein letzter Verein war der Zweitligist Rayo Vallecano, für den er von 1981 bis 1983 73 von 76 Saisonspielen bestritt und 18 Tore erzielte.

### Nationalmannschaft
Für die A-Nationalmannschaft bestritt er von 1971 bis 1973 drei Länderspiele. Er debütierte als Nationalspieler am 24. November 1971 in Granada beim 7:0-Sieg über die Nationalmannschaft Zyperns und erzielte sein einziges Tor, mit dem Treffer zum 5:0 in der 63. Minute. Sein letztes Länderspiel bestritt er am 2. Mai 1973 in Amsterdam bei der 2:3-Niederlage gegen die Nationalmannschaft der Niederlande.

## Erfolge
- Spanischer Meister: 1972, 1975, 1976, 1978, 1979
- Spanischer Pokalsieger: 1974, 1975